# Zacharia Ofri
Zacharia Ofri, conosciuto anche con la traslitterazione Zekaarya Ofri (in ebraico זכריה עופרי‎?; Tel Aviv, 7 agosto 1932 – Tel Aviv, 9 marzo 2018), è stato un cestista israeliano.

## Carriera
Con Israele ha preso parte alle Olimpiadi del 1952 a Helsinki, segnando 13 punti in 2 partite.

## Palmarès
- Campionato israeliano: 2

Maccabi Tel Aviv: 1953-54, 1954-55
- Coppa di Israele: 1

Maccabi Tel Aviv: 1955-56